# Izabella Klára Eugénia spanyol infánsnő
Izabella Klára Eugénia (spanyolul: Isabel Clara Eugenia; Segovia, Spanyol Királyság, 1566. augusztus 12. – Brüsszel, Spanyol-Németalföld, 1633. december 1.), Habsburg-házi spanyol infánsnő, főhercegnő, 1598-tól Németalföld társkormányzója férjével, VII. Albert osztrák főherceggel, majd annak 1621-es halálát követően a Spanyol-Németalföld főkormányzója saját, 1633-ban bekövetkezett haláláig. Uralkodásukat tartják a spanyol Hollandia aranykorának.
Az infánsnő volt II. Fülöp spanyol király és Franciaországi Erzsébet királyné két leánya közül az idősebb, Katalin Mihaéla nővére. Öccsének, Ferdinánd infánsnak a születéséig a Spanyol Birodalom trónörököse, Asztúria hercegnője volt. Apja 1598-ban nevezte ki unokatestvérével, VII. Albert főherceggel Németalföld társkormányzójává, akivel 1599-ben házasságot is kötöttek. Kapcsolatukból három gyermek született, ám egy sem érte meg a felnőttkort.
Uralkodásuk alatt beszüntették a vallásüldözést, ezzel visszatért a béke a németalföldi szabadságharcot követően, valamint gazdasági és társadalmi fellendülés indult. Támogatták a művészeteket, mecénásai voltak többek között Peter Paul Rubens és Anthony van Dycknak is, hatásukra terjedt el a flamand barokk stílus Európa-szerte. Mivel gyermektelenül haltak meg, Dél-Németalföld apja akarata szerint visszaszállt a Spanyol Királyságra, testvére, III. Fülöp spanyol király pedig fiát, Don Fernando bíboros-infánst nevezte ki kormányzóvá.

## Élete

### Fiatalsága és családja
Izabella Klára Eugénia 1566. augusztus 12-én született a spanyolországi Segovia városában. Apja II. Fülöp spanyol király, anyja a király harmadik felesége, Valois Erzsébet francia királyi hercegnő, II. Henrik francia király lánya. A korabeli Európa egyik legbefolyásosabb uralkodói családjának leszármazottja, apai nagyapja V. Károly német-római császár és spanyol király, de rokoni kapcsolatok fűzték az osztrák Habsburg-házhoz is.
Születésekor apja, Fülöp király állítólag jobban örült, mintha fia született volna. A királynak ekkor már volt egy fiú örököse, Károly, aki első házasságából született. Azonban Fülöp és Károly viszonya nem volt problémamentes, Károly betegesen utálta Fülöpöt és állítólag apja meggyilkolására készült.
Izabella anyját, Valois Erzsébetet eredetileg Károly feleségének szánták, de politikai okokból az eredeti házasságot törölték és II. Fülöp harmadik felesége lett. A számottevő korkülönbség (18 év) ellenére Fülöp nagyon ragaszkodott feleségéhez és még akkor sem hagyta magára, amikor Erzsébet himlős lett. Erzsébet első terhessége 1564-ben vetéléssel végződött, majd a következő terhességből született Izabella, utána 1567-ben Katalin Mihaéla. Negyedik terhessége egy fiúgyermekkel szintén vetéléssel végződött 1568. október 3-án és még ugyanazon a napon Erzsébet is meghalt.
Izabella és Katalin együtt nőttek fel, nevelésüket apjuk és mostohaanyjuk, Ausztriai Anna főhercegnő (1566-1633) felügyelte. Fülöpnek és Annának végül öt gyermeke született, akik közül négy fiatalon meghalt, az ötödik, Fülöp lett örököse III. Fülöp néven. Az utókor gyakran úgy ábrázolta II. Fülöpöt, mint aki hideg, érzéketlen volt gyermekei iránt, de számos, leányainak írt magánlevele maradt fenn, amelyek a köztük lévő mély érzelmi kapcsolatról tanúskodnak. Minden levelét úgy írta alá, mint „Szerető apátok”.
Izabella volt az egyetlen személy Fülöp udvarában, akinek a király megengedte, hogy munkájában segítse, levelezését és dokumentumait rendbe rakja, illetve olaszról spanyolra fordítson neki bizonyos okmányokat (Fülöp a nápolyi királyság uralkodója volt). Izabella apja haláláig (1598. szeptember 13.) közeli kapcsolatban maradt vele és élete utolsó három évében Fülöp gondját viselte.

### Házassága
1568-ban, kétéves korában Izabellát eljegyezték II. Rudolf német-római császárral, II. Miksa német-római császár és Spanyolországi Mária (1528–1603) császárné fiával. Bár Mária császárné V. Károly német-római császár leánya volt, így Izabella és Rudolf elsőfokú unokatestvérek voltak, de nem ez akadályozta meg a házasságot, hanem maga Rudolf, aki soha nem is házasodott meg.
Miután nagybátyját, III. Henrik francia királyt egy fanatikus fiatal szerzetes, Jacques Clément 1589. augusztus 2-án meggyilkolta, II. Fülöp Izabella nevében bejelentette igényét a francia trónra. A trónkövetelést megnehezítette, hogy a francia királyságban a Lex Salica hatására a nőági öröklés nem volt megengedve és hogy Izabella anyja, Erzsébet házasságkötésekor utódai nevében lemondott a francia trón iránti igényéről. A párizsi parlament, amelyet a katolikus párt irányított, Izabellát kiáltotta ki törvényes trónörökösnek, de a protestáns vallású Navarrai Henrik herceg, aki a trón jogos örökösének számított, végül átkeresztelkedett és 1594-ben királlyá koronázták.
Izabella végül 31 évesen, 1599. április 18-án házasodott meg, férje II. Rudolf öccse, Albert osztrák főherceg lett. Albert korábban Portugália alkirálya és ekkor Spanyol-Németalföld kormányzója volt. Albertet egyébként egyházi pályára szánták és 18 évesen bíborosnak nevezték ki, ezért a házassághoz VIII. Kelemen pápa hozzájárulása is szükséges volt. A házasságot Fülöp 1598-ban jelentette be és pár nappal halála előtt párt Németalföld örökös urává tette meg, azzal a feltétellel, hogy ha örökös nélkül halnak meg, a tartomány visszaszáll a spanyol koronára. Izabella és Albert házasságából végül három gyermek született, de mindhárom fiatalon meghalt.

### Spanyol-Németalföld kormányzójaként
Házasságuk után a pár közösen uralkodott Spanyol-Németalföldön, amely akkoriban hadban állt az északi, lázadó tartományokkal (a későbbi Hollandiával), illetve a lázadókat támogató franciákkal és angolokkal. Bár Albertnek kezdetben sikerült átvenni a katonai kezdeményezést, de a spanyol korona csődje miatt saját zsoldosai lázadásával kellett szembenézni és nemsokára a megbékélésre törekedett. 1604-ben békét kötöttek Angliával, majd 1607-ben a lázadó tartományokkal 12 éves fegyverszüneti egyezményt kötöttek. Az ezt követő évek Spanyol-Németalföld aranykorának számítanak.
Több mint négy évtizedes háborús pusztítás után visszatért a béke és a stabilitás a tartományba és a főhercegi pár minden eszközzel igyekezett támogatni a gazdaság és a társadalom helyreállítását. A székhelyüket Brüsszelbe tették, bőkezűen támogatták a művészeteket, számos rendelettel igyekezték szabályozni és egységesíteni az alig 50 éve létező tartomány életét. Hamarosan a németalföldi szabadságharcot kirobbantó vallásüldözést is beszüntették és ezután a protestánsokat, ha nem is gyakorolhatták vallásukat szabadon, nem üldözték többet.
Nagyrészt a főhercegek támogatásának köszönhető a flamand barokk stílus elterjedése, amelynek legjelesebb képviselőit Peter Paul Rubenst és Anthony Van Dyck-ot rendszeresen ellátták megrendelésekkel. Pártfogoltjaik között volt még ifj. Pieter Brueghel, a De Nole család és Van Veen is. A főhercegek politikai tevékenységével együtt Brüsszel a korabeli Európa egyik legfontosabb fővárosa lett, a spanyol monarchia európai terveinek központja, a Habsburg-ház és az angol, francia uralkodó családok közötti kontaktus fő helyszíne.
Albert egészsége 1613-14 telén nagyon megromlott és amikor 1621-ben meghalt, Izabella belépett a klarisszák rendjébe. A tartomány névleg visszaszállt a spanyol koronára, ezért féltestvére, III. Fülöp nevében kormányzott, míg a tartományban állomásozó spanyol csapatokat továbbra is a genovai Ambrosio Spinola vezette. 1633-ban, Izabella halála után III. Fülöp harmadik fia, Ferdinánd infáns-bíboros vette át a tartomány kormányzását.

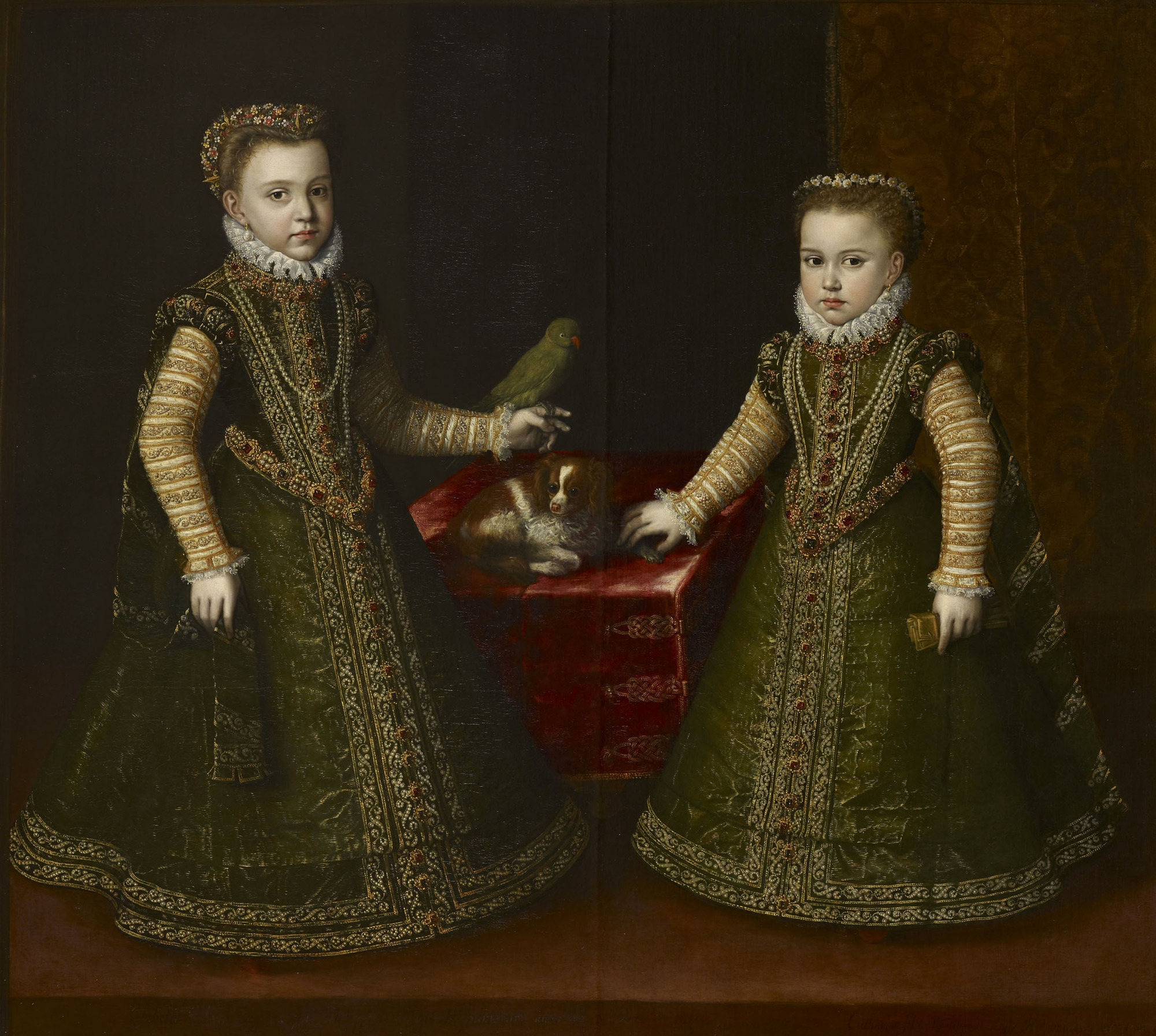
Izabella Klára Eugénia és húga, Katalin Mihaéla 1570-ben
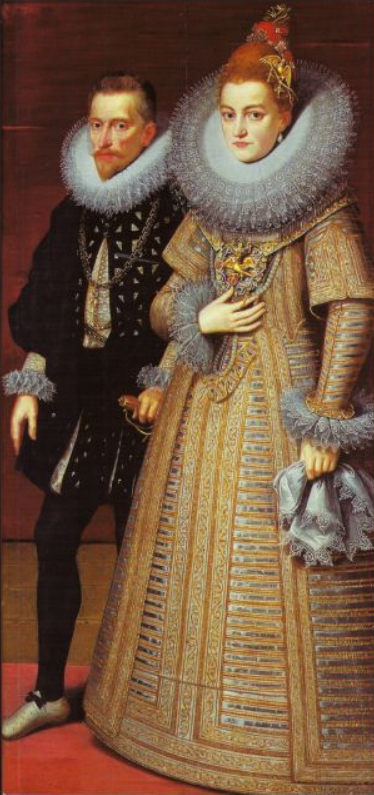
Izabella és férje, Albert
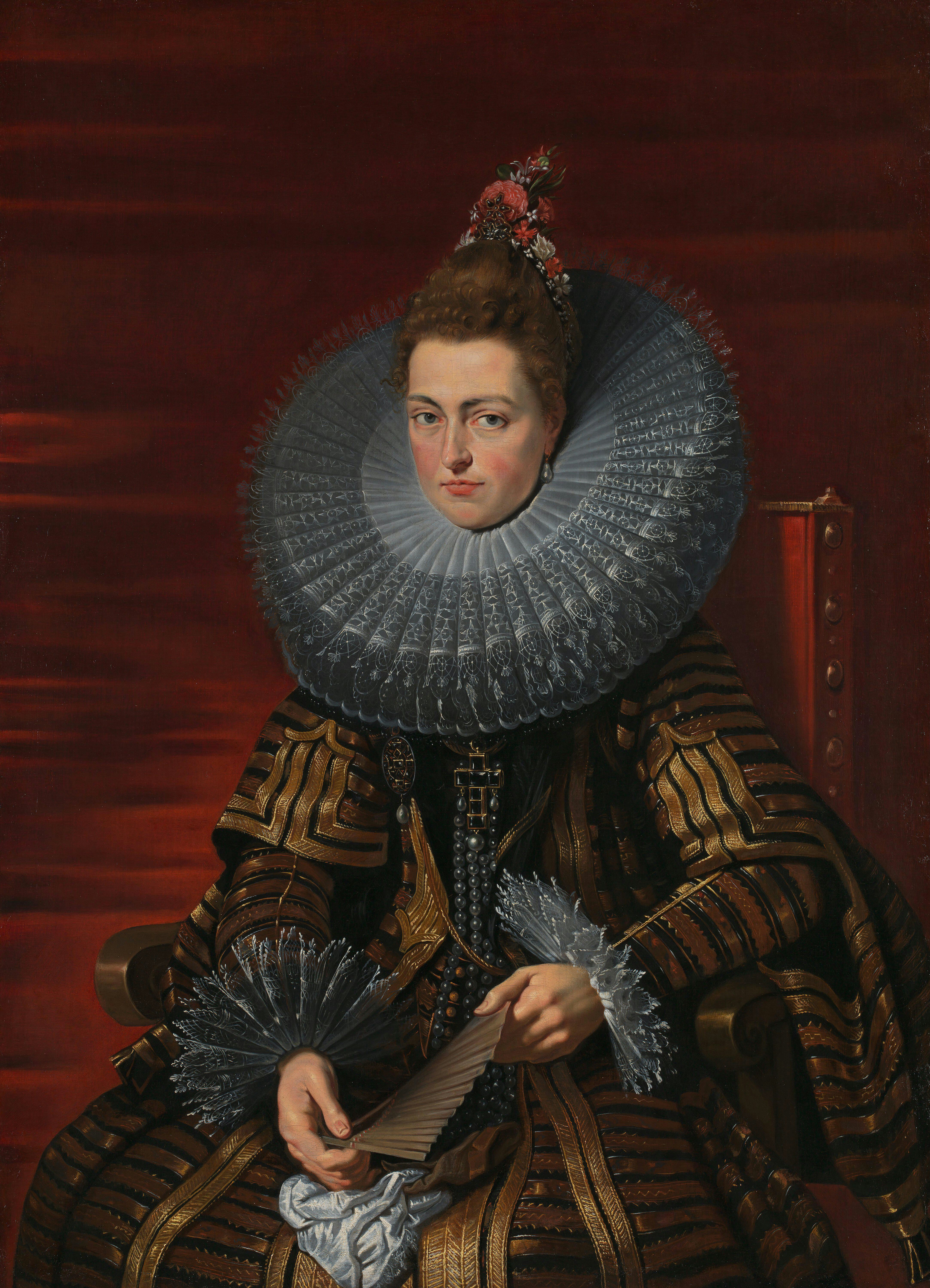
Izabella portréja. Peter Paul Rubens festménye (1609)
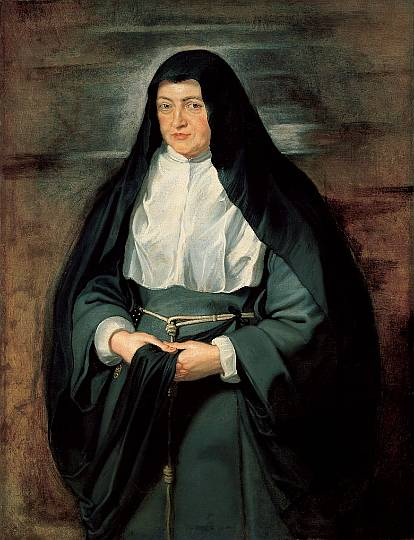
Izabella mint a klarisszák rendjének tagja 1625-ben

## Családja és leszármazottai
Izabella és Albert házasságából három gyermek született, mindannyian még ugyanabban az évben meghaltak
- Fülöp (1605)
- Albert (1607)
- Anna Maurícia

## Érdekesség
- A 2007-es Elizabeth: The Golden Age c. filmben Izabella alakja is feltűnt II. Fülöp mellett, aki a Nagy Armada élén Anglia elfoglalására készült 1588-ban. A film szerint apja Izabellát szánta az angol trónra Erzsébet helyett. Izabella szerepét Aimee King játszotta fiatal gyermekként, holott ekkor Izabella már 22 éves volt.

## Származása
| Spanyolországi Izabella Klára Eugénia (Segovia, 1566. augusztus 12.– Brüsszel, 1633. december 1.) németalföldi kormányzó | Apja: Okos Fülöp (Valladolid, 1527. május 21.– Madrid, 1598. szeptember 13.) spanyol király  | Apai nagyapja: V. Károly (Gent, 1500. február 24.– Yuste, 1558. szeptember 21.) német-római császár    | Apai nagyapai dédapja: Szép Fülöp (1478. július 22.–1506. szeptember 25.) burgundiai uralkodó herceg              |
| Spanyolországi Izabella Klára Eugénia (Segovia, 1566. augusztus 12.– Brüsszel, 1633. december 1.) németalföldi kormányzó | Apja: Okos Fülöp (Valladolid, 1527. május 21.– Madrid, 1598. szeptember 13.) spanyol király  | Apai nagyapja: V. Károly (Gent, 1500. február 24.– Yuste, 1558. szeptember 21.) német-római császár    | Apai nagyapai dédanyja: Őrült Johanna (1479. november 6.–1555. április 12.) kasztíliai királynő                   |
| Spanyolországi Izabella Klára Eugénia (Segovia, 1566. augusztus 12.– Brüsszel, 1633. december 1.) németalföldi kormányzó | Apja: Okos Fülöp (Valladolid, 1527. május 21.– Madrid, 1598. szeptember 13.) spanyol király  | Apai nagyanyja: Portugáliai Izabella (Lisszabon, 1503. október 23.– Toledo, 1539. május 1.)            | Apai nagyanyai dédapja: Szerencsés Mánuel (1469. május 31.–1521. december 13.) portugál király                    |
| Spanyolországi Izabella Klára Eugénia (Segovia, 1566. augusztus 12.– Brüsszel, 1633. december 1.) németalföldi kormányzó | Apja: Okos Fülöp (Valladolid, 1527. május 21.– Madrid, 1598. szeptember 13.) spanyol király  | Apai nagyanyja: Portugáliai Izabella (Lisszabon, 1503. október 23.– Toledo, 1539. május 1.)            | Apai nagyanyai dédanyja: Aragóniai Mária (1482. június 29.–1517. március 7.)                                      |
| Spanyolországi Izabella Klára Eugénia (Segovia, 1566. augusztus 12.– Brüsszel, 1633. december 1.) németalföldi kormányzó | Anyja: Franciaországi Erzsébet (Fontainebleau, 1545. április 2.– Aranjuez, 1568. október 3.) | Anyai nagyapja: II. Henrik (Saint-Germain, 1519. március 31.– Párizs, 1559. július 10.) francia király | Anyai nagyapai dédapja: I. Ferenc (1494. szeptember 12.–1547. március 31.) francia király                         |
| Spanyolországi Izabella Klára Eugénia (Segovia, 1566. augusztus 12.– Brüsszel, 1633. december 1.) németalföldi kormányzó | Anyja: Franciaországi Erzsébet (Fontainebleau, 1545. április 2.– Aranjuez, 1568. október 3.) | Anyai nagyapja: II. Henrik (Saint-Germain, 1519. március 31.– Párizs, 1559. július 10.) francia király | Anyai nagyapai dédanyja: Franciaországi Klaudia (1499. október 14.–1524. július 20.) bretagne-i uralkodó hercegnő |
| Spanyolországi Izabella Klára Eugénia (Segovia, 1566. augusztus 12.– Brüsszel, 1633. december 1.) németalföldi kormányzó | Anyja: Franciaországi Erzsébet (Fontainebleau, 1545. április 2.– Aranjuez, 1568. október 3.) | Anyai nagyanyja: Caterina de’ Medici (Firenze, 1519. április 13.– Blois, 1589. január 5.)              | Anyai nagyanyai dédapja: II. Lorenzo de’ Medici (1492. szeptember 12.–1519. május 4.) firenzei signore            |
| Spanyolországi Izabella Klára Eugénia (Segovia, 1566. augusztus 12.– Brüsszel, 1633. december 1.) németalföldi kormányzó | Anyja: Franciaországi Erzsébet (Fontainebleau, 1545. április 2.– Aranjuez, 1568. október 3.) | Anyai nagyanyja: Caterina de’ Medici (Firenze, 1519. április 13.– Blois, 1589. január 5.)              | Anyai nagyanyai dédanyja: Madeleine de la Tour d’Auvergne (1498 körül–1519. április 28.)                          |